# Bia (planta)
Bia es un género de plantas con flores perteneciente a la familia  Euphorbiaceae. Comprende 7 especies descritas y de estas, solo 5 aceptadas.

## Taxonomía
El género fue descrito por Johann Friedrich Klotzsch y publicado en Archiv für Naturgeschichte 7(1): 189. 1841. La especie tipo es: Angostylis longifolia

## Especies aceptadas
A continuación se brinda un listado de las especies del género Bia aceptadas hasta marzo de 2014, ordenadas alfabéticamente. Para cada una se indica el nombre binomial seguido del autor, abreviado según las convenciones y usos.
- Bia alienata Didr.
- Bia cordata (Baill.) G.L.Webster
- Bia fallax (Müll.Arg.) G.L.Webster
- Bia fendleri (Müll.Arg.) G.L.Webster
- Bia lessertiana Baill.